# Fainéant.es
Pour plus de détails, voir Fiche technique et Distribution.
Fainéant.es, également orthographié Fainéant.e.s (FAINÉANT·ES au générique), est une comédie dramatique et un film de routardes français réalisé par Karim Dridi et sorti en 2024.

## Fiche technique
- Titre original français : Fainéant.es[2],[3]
- Réalisateur : Karim Dridi
- Scénario : Karim Dridi, Emma Soisson
- Photographie : Aurélien Py, Benjamin Ramalho, Jean-Yves Ricci
- Montage : Paul Pirritano
- Prise de son : Tom Allibert-Bardoux
- Montage son (et mixage) : Jean-Noël Yven
- Musique : David Gubitsch, Clément Léotard, Vincent Peirani
- Producteurs : Karim Dridi, Françoise Thomas-Dridi, Jean Bréhat, Emma Soisson, Bertrand Faivre, Elisabeth Perlié, Alexis Dantec, Renaud Muselier, Eléna Koncke, Dominique Boutonnat, Danielle Kadeyan, Patrick Gimenez, Léonard Glowinski
- Sociétés de production : Mirak Films, Les Films du Veyrier, New Story, Région Provence-Alpes-Côte d'Azur, CNC, Sofitvciné 10
- Pays de production :  France
- Langue de tournage : français
- Format : couleur
- Durée : 103 minutes
- Genre : comédie dramatique, film de routardes[1]
- Dates de sortie :
  - France : 10 mars 2024 (Festival Écrans mixtes à Lyon) ; 29 mai 2024 (sortie nationale)[2]

## Distribution
- .jU. : Djoul
- Faddo Jullian : Nina
- Odette Simonneau : la vieille
- Lucas Viudez : Tof
- Romain Gangnant : Romain
- Bernard Llopis : le père
- Emma Soisson : la sœur
- Johann Tamplier : Gribouille
- Thierry Colombo : Sorce
- Emma Soisson : la sœur
- Momo : Momo
- Marquisette : chienne de Djoul
- Cassette : chienne de Momo

## Production
Le tournage s'est déroulé à travers la France, dont La Grand-Combe, dans le Gard

## Accueil critique
Avec une note globale de 3,4/5 pour 18 titres de presse, le film est assez bien reçu par la critique française. Circé Faure, dans les  Cahiers du cinéma, a particulièrement apprécié le film, notant que « la manière dont Fainéant·es interroge le sens politique de la vulnérabilité avoisine le questionnement que Judith Butler reprenait à Adorno en 2012 : "Comment mener une vie bonne dans une vie mauvaise ?" ». Pour Cécile Mury, dans Télérama, « Karim Dridi sait si bien nous embarquer dans leur chemin de traverse que l’expérience est presque sensorielle ». À l'inverse, Olivier de Bruyn, dans Marianne, estime que « Ce portrait de deux jeunes femmes hors norme s’abîme dans les poncifs vociférants. Karim Dridi (Bye-bye, Chouf) a été bien plus convaincant par le passé ». De même, pour Guillaume Gas, sur le site abusdecine.com, « Cette affection de Dridi pour les marginaux et les couches sociales les moins favorisées continue en l’état d’irriguer pleinement l’écran, mais la fibre émotionnelle qui devrait s’en faire le relais pointe trop souvent aux abonnés absents » même si « le bagout et la pulsion de vie [des deux comédiennes] suffisent à éviter à ce voyage de friser la sortie de route et/ou la perte de temps ».